# Coris cuvieri
 Coris cuvieri és una espècie de peix de la família dels làbrids i de l'ordre dels perciformes.

## Morfologia
Els mascles poden assolir els 38 cm de longitud total.

## Distribució geogràfica
Es troba des del Mar Roig fins al sud de la Península Aràbiga, Zanzíbar, Sud-àfrica, les Maldives, Sri Lanka i l'est del Mar d'Andaman.